# Нараяна Мурті
Нагавара Рамарао Нараяна Мурті (англ. Nagavara Ramarao Narayana Murthy, каннада ನಾಗವಾರ ರಾಮರಾವ್ ನಾರಾಯಣ ಮೂರ್ತಿ 20 серпня 1946) — індійський підприємець, співзасновник мультинаціональної корпорації Infosys. У 2007 році журнал Time назвав його батьком індійської ІТ-галузі завдяки його вкладу в розвиток аутсорсингу. У 2012 році Мурті увійшов до списку 12 найбільших підприємців за версією журналу Fortune. У 2014 році він посідав дев'яте місце в рейтингу найавторитетніших голів компаній за версією агентства Economist Intelligence Unit . Нараяна Мурті був удостоєний багатьох нагород, включаючи найвищі громадянські нагороди Індії Падма Вібхушан та Падма Шрі. Він також є Командором ордена Британської імперії та офіцером ордена Почесного легіону. Є тестем прем*єра Великої Британії Ріші Сунака.

## Біографія
Нараяна Мурті народився 20 серпня 1946 року в Сідлагатті (штат Карнатака).
Закінчивши школу, він подав заяву до Індійського інституту технології, але не зміг взяти участь в іспитах. Натомість він вступив до Національного інженерного інституту, який і закінчив у 1967 році за спеціальністю інженер-електронщик. В 1967 Мурті отримав ступінь магістра в Індійському інституті технології в Канпурі.

### Кар'єра
Нараяна Мурті розпочав свою кар'єру головним системним програмістом компанії IIM Ahmedabad. Він працював на першій індійській комп'ютерній системі, що дозволяє працювати в режимі розподілу часу (англ. time-sharing), а також розробив та впровадив інтерпретатор BASIC для Electronics Corporation of India Limited.
Мурті заснував компанію Softronics, а коли вона через півтора року збанкрутувала, вступив на роботу в Patni Computer Systems у місті Пуна.
В 1981 Нараяна Мурті і ще шість програмістів заснували компанію Infosys з початковим капіталом в 10 000 рупій, отриманих від дружини Мурті — Судхі.
З 1981 по 2002 рік Мурті керував Infosys як генеральний директор. За цей час він придумав, розробив та впровадив глобальну систему аутсорсингу ІТ-послуг, а також заснував компанію Nandan Nilekaniand, на яку теж очікував успіх.
З 2002 по 2006 рік він був головою ради директорів та головним наставником Infosys.
У серпні 2011 року вийшов на пенсію, залишившись Почесним головою ради директорів.
Нараяна Мурті обійняв посаду незалежного директора в раді директорів компанії HSBC і директора в радах директорів DBS Bank, Unilever, ICICI та NDTV.
Мурті увійшов до консультативних рад кількох освітніх і благодійних організацій, включаючи Корнеллський університет, бізнес-школу INSEAD, Фонд Форда, Індо-британське партнерство, Азійський інститут менеджменту, член опікунської ради Infosys Prize і Rhodes Trust.
Нараяна Мурті також очолив правління Фонду громадського охорони здоров'я Індії, перебуває в азійсько-тихоокеанській консультативній раді BT Group.
В 2005 він був співголовою Всесвітнього економічного форуму в Давосі.
1 червня 2013 року Нараяна Мурті повернувся до Infosys як виконавчий голова ради директорів із зарплатою 1 рупія на рік. За даними Forbes, його статки на даний момент оцінювалися в 2 млрд доларів. До квітня 2021 року вони становили 3,5 млрд доларів.

### Особисте життя
Нараяна Мурті одружився з Судхою Мурті, випускницею Інженерно-технологічного коледжу Бумарадді (англ. Bhoomaraddi College of Engineering & Technology), Хублі та факультету комп'ютерних наук Індійського інституту науки (англ. Indian Institute of Science).
У пари двоє дітей: син Рохан Мурті (англ. Rohan Murty) та дочка Акшата Мурті (англ. Akshata Murthy). Рохан закінчив Гарвард і вступив на роботу в Infosys як виконавчий асистент батька. Акшата отримала ступінь MBA в бізнес-школі Стенфордського університету, одружена з британським міністром фінансів Ріші Сунаком.

## Нагороди і премії
| Рік  | Нагорода | Нагородила організація                            | Дж.                  |
| ---- | --- | ------------------------------------------------- | -------------------- |
| 2000 | Падма Шрі | Уряд Індії                                        | [ 9 ]                |
| 2003 | Підприємець року за версією Ernst & Young                                                                         | Ernst & Young World Enterpreneur Of The Year Jury | [ 33 ]               |
| 2007 | IEEE Ernst Weber Engineering Leadership Recognition                                                               | Інститут інженерів електротехніки та електроніки  | [ 34 ]               |
| 2007 | Командор ордену Британської імперії                                                                               | Уряд Великої Британії                             | [ 35 ]               |
| 2008 | Офіцер ордена Почесного легіону                                                                                   | Уряд Франції                                      | [ 36 ]               |
| 2008 | Падма Вібхушан | Уряд Індії                                        | [ 37 ]               |
| 2009 | Нагорода імені Вудро Вільсона                                                                                     | Woodrow Wilson International Center for Scholars  | [ 38 ]               |
| 2010 | Почесний член Інституту інженерів електротехніки та електроніки                                                   | Інститут інженерів електротехніки та електроніки. | [ 39 ]               |
| 2011 | Громадянин року за версією NDTV                                                                                   | NDTV                                              | [ 40 ]               |
| 2012 | Медаль Гувера | Американське товариство інженерів-механіків       | [ 41 ]               |
| 2013 | Філантроп року | The Asian Awards                                  | [ 42 ]               |
| 2013 | Sayaji Ratna Award                                                                                                | Baroda Management Association                     | [ 43 ]               |
| 2013 | 25 Найбільших світових індійських живих легендарних особистостей (англ. 25 Greatest Global Indian Living Legends) | NDTV                                              | [ 44 ] [ 45 ] [ 46 ] |
| 2014 | CIF Chanchlani Global Indian Award                                                                                | Canada India Foundation                           |                      |
| 2018 | Медаль засновників IEEE                                                                                           | Інститут інженерів електротехніки та електроніки  |                      |